# 王寶劍
王寶劍（1984年7月7日—），籍貫黑龍江哈爾濱，中國男子短道速滑運動員。

## 生涯
王寶劍是中國新晉的短道速滑運動員，他於2005年開始成名，先後在全國短道速滑錦標賽的男子個人1500米賽事名到第7位，而在韓國舉辦的世界杯男子個人500米小項最終排名第5位，同年的十運會，王寶劍取得男子個人全能1500米小項的銅牌、男子5000米接力小項排名第4位，而個人全能則名列第7位。翌年，王寶劍與李野、隋寶庫、崔亮和李蒿楠於加拿大的世界短道速滑團體錦標賽得季軍。